# Японсько-тонганські відносини
Японсько-тонганські відносини — двосторонні дипломатичні відносини між Тонга й Японією.
Японія та Тонга підтримують офіційні дипломатичні відносини з липня 1970. Японія є провідним донором Тонгі в галузі технічної допомоги. Японський уряд описує свої відносини з Тонгою як «відмінні» і заявляє, що «Імператорська родина Японії та Королівська родина Тонга розробили теплі та особисті стосунки протягом багатьох років». Японія є однією з чотирьох країн, які мають посольство в Нукуалофі, тоді як Тонга має посольство в Токіо.
На початку 2009 Японія стала четвертою країною, яка відкрила посольство в Тонзі (після Австралії, Нової Зеландії та Китайської Народної Республіки). У березні посол Ясуо Такасе став першим постійним послом Японії в Тонзі. Він також був першим постійним японським послом у будь-якій полінезійській країні.
Відкриття посольства відбулося в контексті збільшення японської допомоги розвитку в Тихому океані.

## Державні візити
У травні 2009 прем'єр-міністра Тонга Фелеті Севеле був запрошений імператором Акіхіто в Японію для регіонального обговорення допомоги.
Тауфа'ахау Тупоу IV (король Тонга з 1965 по 2006) відвідав Японію сім разів.

## Торгівля
У 2013 експорт Тонги в Японію (що складається в основному з гарбуза та тунця) коштував 146 мільйонів єн, а імпорт (в основному, машинне обладнання) - 460 мільйонів єн. Японія є найбільшим експортним ринком Тонга.

## Дипломатичні місії
Японія послала лише бюрократичних дипломатів як послів у Тонга. Проте, з іншого боку, один із послів Тонга — член королівської родини, наслідний принц Тупоу VI (2010-2012).